# Rigas korale synagoge
Rigas korale synagoge (lettisk: Rīgas Horālā sinagoga, hebraisk: בית הכנסת כורל של ריגה) var frem til den 4. juli 1941 den største synagoge i Riga, etableret i 1871 og beliggende på hjørnet af Gogoļa og Dzirnava iela. Synagogens projektering blev påbegyndt 1868 og bygningen stod færdig 1871. Arkitekturen bestod af flere forskellige stile, dog var den dominerende stil nyrenæssance. For at overholde traditioner blev et rituelt badehus opført ved siden af synagogen, en såkaldt mikva. Synagogen var berømt i hele byen for sine kantorer og kor. Der var også repræsentanter til stede for den kristne tro til de jødiske højtider for at lytte til kantorerne og korene.
Synagogen udbrændte i 1941 efter den tyske besættelsemagt havde sat ild til synagogen og havde forhindret slukningsarbejde. Efter krigen blev resterne af den udbrændte synagoge revet ned, og der opførtes et mindesmærke på grunden. I 2007 blev der ved siden af ruinerne afsløret et mindesmærke for Jānis Lipke og andre som havde reddet jøder fra Holocaust. På mindesmærket er navnene på alle dem, der var årsag til at mere end 400 jøder under 2. verdenskrig blev reddet fra den sikre død.